# ダラスの熱い日
『ダラスの熱い日』（ダラスのあついひ、Executive Action）は、1973年に公開されたアメリカのポリティカルスリラー映画。

## 概要
1963年11月22日の正午過ぎにダラスで起こったジョン・F・ケネディの暗殺事件を、「アメリカ政府内部の人間達の謀議により複数犯で実行され、それをリー・ハーヴェイ・オズワルドによる単独犯に仕立てようとした」という仮説のもと、首謀者側の視点でその計画・実行・証拠隠微までを描いた陰謀劇。全編を通じて、当時のニュース映像や中継映像などが散りばめられたドキュメンタリータッチの作品となっている。原題のExecutive Actionは、大統領権限の行使、暗殺作戦などの意味を持つ。
原作者マーク・レーン（Mark Lane）は、ケネディ暗殺事件の研究で知られる弁護士である。脚本家ダルトン・トランボは、ハリウッド・テンの一人として、また『ジョニーは戦場へ行った』（1939年に小説として発表、1971年に自身の脚本・監督で映画化）などで知られる。主要キャストのロバート・ライアンは、本作の公開4カ月前に死去している。

## ストーリー
ジョン・F・ケネディ暗殺から数年後、前米国大統領のリンドン・ジョンソンは、リー・ハーヴィー・オズワルドによる単独犯というウォーレン委員会報告書の結論に対して疑念を表明したが、そのインタビュー映像はジョンソン自身の要請により抹消された、というナレーションから映画は始まる。
1963年6月、元軍人ロバート・フォスターの豪邸に、元CIA高官ジェームズ・ファリントン、テキサスの石油王ハロルド・ファーガソン、右翼退役軍人ハリディが集まり、進歩的政策を推進するケネディ政権に対する不満と、その暗殺計画について話し合う。ファリントンはリンカーン、ガーフィールド、マッキンリー、ルーズベルトといった過去の大統領暗殺および暗殺未遂事件を挙げ、暗殺が実行可能な選択肢であることを示す。「成功する可能性が最も高いのは車でのパレードの最中に行うことだ。事前に計画でき、（複数名の狙撃手で）隠れた3方向から狙えて、その後の混乱に乗じて円滑に逃走できる」と述べ、また「過去の事件はいずれも、孤独な政治的狂信者によって実行された」と解説する。
（後のシーンでは、「単独でケネディを暗殺する孤独な極右狂信者役」として、本人は全くそれと知らずに訓練を受けるオズワルドや、別途オズワルドそっくりの男を雇って極右狂信者の振る舞いを公然で行わせるといった、共謀者たちによる工作過程が示される。）
しかし、フォスターらの計画に石油王ファーガソンは「そのような狙撃計画は、成功が保証できる場合のみ許可される」と述べ、納得しない。ファーガソンの承認を得ることはフォスターたちにとって極めて重要なことだったが、ファーガソンが最終的に考えを変えることを期待しつつ、ファリントンは実行犯となる射撃チームAとBの編成と訓練を進める。チームAはモハーヴェ砂漠で、移動する標的を中・長距離から狙撃する訓練を受ける。狙撃手の1人は、時速15マイル未満で動いている標的を射撃する場合にのみ作戦成功を保証できると報告する。
その後の会合で共謀者たちは、ジョン、ロバート及びエドワードと続きかねないケネディ3兄弟の政権下でのアメリカの将来と、白人による世界支配が危うくなる恐怖について議論する。フォスターは、20～30年後の地球の人口は70億人になると予測し、「その殆どが褐色、黄色、または黒人だ。彼らは皆飢え、群れをなしてヨーロッパや北米に押し寄せる」「ベトナム戦争に勝利することで開発途上国を支配し、人口を5億5000万人に減らせる好機」と述べ、アメリカのアジア系、黒人、ラテン系、貧しい白人にも適用できると説得する。後日、ファーガソンは公民権運動、部分的核実験禁止条約、核軍縮などケネディのリベラルな政策方針にいらいらを募らせる。1963年10月、ケネディは1965年末までにベトナム戦争における戦闘への米国の関与を事実上終わらせるという決定を下す。ついにファーガソンは、フォスターらに計画を支持すると伝える。
ダラスでの暗殺事件そのものは淡々と描写される。暗殺成功後、狙撃手たちはダラスを去り、オズワルドは逮捕され、共謀者たちは証拠隠蔽を開始する。ファリントンの助手ティムがナイトクラブのオーナー、ジャック・ルビーに近づき、ルビーは警察署内でオズワルドを射殺する。共謀者たちは「オズワルド単独犯が信用されるか否か」「ロバート・ケネディ司法長官からの報復」について懸念するが、フォスターは「ロバートは、今夜殺された兄を悲しんでいるだけだ。その悲しみが鎮まる頃には、ロバートの権力は失われているだろう」「人々も公式発表を信じるだろう」という見解で一致する。その後まもなく、フォスターはファリントンが心臓発作で死去したことを知る。
エンディングでは、目撃者や証人など18人の重要人物のコラージュ写真が映し出され、うち16人がJFK暗殺から3年以内に不自然な死を遂げたことが示される。ナレーションでは、16人が3年以内に死亡する確率は10京分の1と計算したことが示される。

## キャスト
| 役名                     | 俳優                   | 日本語吹替                                |
| 役名                     | 俳優                   | NETテレビ版                               |
| ------------------------ | ---------------------- | ----------------------------------------- |
| ジェームズ・ファリントン | バート・ランカスター   | 高橋昌也                                  |
| ロバート・フォスター     | ロバート・ライアン     | 納谷悟朗                                  |
| ハロルド・ファーガソン   | ウィル・ギア           | あずさ欣平                                |
| ハリディ                 | ジョン・アンダーソン   | 和田啓                                    |
| ポーリッツ               | ギルバート・グリーン   | 勝田久                                    |
| スミス                   | ウォルター・ブルック   | 保科三良                                  |
| ティム                   | コルビー・チェスター   | 野島昭生                                  |
| オズワルドそっくりの男   | ジェームズ・マッコール | 富山敬                                    |
| チームＡチーフ           | エド・ローター         | 寺島幹夫                                  |
| ルビー                   | オスカー・オンシディ   | 仲木隆司                                  |
| 技術家                   |                        | 宮田光                                    |
| マッキャデン             |                        | 上田敏也                                  |
| キング                   |                        | 木原正二郎                                |
| スティーブンソン         |                        | 国坂伸                                    |
| クリス                   |                        | 徳丸完                                    |
| 記者                     |                        | 峰恵研                                    |
| ストラウス               |                        | 清川元夢                                  |
| 秘書                     |                        | 秋元千賀子                                |
| ストリッパー             |                        | 渡辺典子                                  |
| 女の声                   |                        | 巴菁子                                    |
| ナレーション             |                        | 大木民夫                                  |
| 日本語版スタッフ         |                        |                                           |
| 演出                     | 演出                   | 春日正伸                                  |
| 翻訳                     | 翻訳                   | 進藤光太                                  |
| 効果                     | 効果                   | PAG                                       |
| 調整                     | 調整                   | 山田太平                                  |
| 制作                     | 制作                   | ザック・プロモーション                    |
| 解説                     | 解説                   | 淀川長治                                  |
| 初回放送                 | 初回放送               | 1976年4月4日 『日曜洋画劇場』 21:00-22:55 |

## スタッフ
- 監督：デイヴィッド・ミラー
- 製作：エドワード・ルイス
- 原作：ドナルド・フリード、マーク・レーン
- 脚本：ダルトン・トランボ
- 撮影：ロバート・ステッドマン
- 音楽：ランディ・エデルマン

## 関連作品
- 映画『JFK』
- 映画『ダラスの長い日〜ケネディ大統領暗殺事件〜（英語版）』
ケネディ大統領暗殺物にしては珍しく、政府発表の内容を終始全面的に肯定した内容となっている再現ドラマ調の作品。
- 映画『タイムクエスト（英語版）』
ケネディ大統領暗殺がタイム・トラベラーによって未然に防止されたら、その後はどうなったのか、を描いたSF映画。